# Mythimna altiphila
Mythimna altiphila is een vlinder uit de familie uilen (Noctuidae). De wetenschappelijke naam van deze soort is voor het eerst geldig gepubliceerd in 1996 door Hreblay & Legrain.
De soort komt voor in tropisch Afrika.